# Подузов, Вячеслав Филиппович
Вячесла́в Фили́ппович По́дузов (15 февраля 1921, Успенские, Санчурская волость, Яранский уезд, Вятская губерния, РСФСР — 12 ноября 1992, Морки, Марий Эл, Россия) — советский деятель сельского хозяйства. Директор лесозавода (1955—1960), председатель колхоза «Новый путь» (1960—1982), начальник районного управления Моркинского района Марийской АССР (1982—1985). Дважды кавалер ордена Трудового Красного Знамени (1966, 1971). Участник Великой Отечественной войны. Член ВКП(б) с 1943 года.

## Биография
Родился 15 февраля 1921 года в дер. Успенские ныне Санчурского района Кировской области в крестьянской семье. Окончил 7-летнюю школу в родной деревне, работал на кузнице, в 1936 году — счетоводом. В 1938—1940 годах был секретарём Люмпанурского сельского совета в родном районе.
В декабре 1940 года призван в Красную Армию. Участник Великой Отечественной войны: старший краснофлотец на Черноморском флоте. Участвовал в боях в районе Туапсе. В 1943 году принят в ВКП(б). В декабре 1946 года демобилизовался из армии в звании старшего лейтенанта. Награждён орденами Отечественной войны II степени и Красной Звезды, медалями.
В 1946—1954 годах работал в райисполкоме с. Корляки Санчурского района Кировской области заведующим отделом по животноводству, соцобеспечения, сельского хозяйства, планового отдела. В 1949 году окончил годичные курсы при Молотовском сельскохозяйственном институте.
В 1955 году в числе «тридцатитысячников» прибыл в Моркинский район Марийской АССР: директор лесозавода, в 1960—1982 годах — председатель колхоза «Новый путь», в 1982—1985 годах — начальник районного управления сельского хозяйства. Был известен как эффективный руководитель. В начале 1980-х годов был обладателем некоторых патентов на изобретения в области сельского хозяйства.
За вклад в развитие сельского хозяйства в Марийской АССР награждён орденами Трудового Красного Знамени (дважды), медалями, а также Почётной грамотой Президиума Верховного Совета РСФСР и 2-мя почётными грамотами Президиума Верховного Совета Марийской АССР.
Не принял попыток переоценки итогов Великой Отечественной войны — прервал жизнь самоубийством 12 ноября 1992 года в п. Морки Марий Эл.

## Награды
- Орден Трудового Красного Знамени (1966, 1971)[2]
- Орден Отечественной войны II степени (06.04.1985)[4][5]
- Орден Красной Звезды (27.10.1945)[4][5]
- Медаль «За оборону Кавказа» (01.05.1944)[4][5]
- Медаль «За победу над Германией в Великой Отечественной войне 1941—1945 гг.» (09.05.1945)[4][5]
- Медаль «За доблестный труд. В ознаменование 100-летия со дня рождения Владимира Ильича Ленина»
- Почётная грамота Президиума Верховного Совета РСФСР (1965)[2]
- Почётная грамота Президиума Верховного Совета Марийской АССР (1971, 1981)[2]

## Память
Именем В. Ф. Подузова названа улица в пгт. Морки Марий Эл. 